# Cyria Coentro
Cyria Coentro (Salvador, ngày 14 tháng 4 năm 1966) là một nữ diễn viên và người dẫn chương trình người Brazil. Cô được biết đến khi tham gia telenovela Renascer (1993). Cô đã thực hiện trong O Rei do Gado (1997) và các dự án khác cho đến khi được công nhận cho vai diễn trong Viver a Vida (2009) và đóng vai chính trong Flor do Caribe (2013) và Sete Vidas 2015). Trong phim ảnh, cô đã xuất hiện trong các bộ phim Gonzaga: De Pai khen Filho (2012) và O Tempo eo Vento (2014).

## Nghề nghiệp
Cyria sinh ra ở Salvador, Bahia, vào ngày 14 tháng 4 năm 1966. Cô bắt đầu sự nghiệp truyền hình ở tuổi 26 trong phim truyền hình telenovela Renascer, được chiếu bởi Rede Globo, và từ đó đã đóng một số vai trong đài truyền hình tại đó cô tiếp tục diễn xuất. Trong số các tiểu thuyết của ông có O Rei do Gado, Porto dos Milagres, Viver a Vida và những người khác. Cyria nổi lên khi thực hiện telenovela Sete Vidas, bởi Lícia Manzo.
Sau khi tham gia các tập của phim Vocalê Decide (1993 và 1994), cô tham gia vào đoàn phim của O Rei do Gado (1997), cũng của Rede Globo, ở đó cô là nhân vật Maria da Luz. Năm 1998, cô tham gia diễn xuất của Dona Flor e Seus Dois Maridos trong vai Juliana, nơi cô là một phần của một cặp đồng tính luyến ái. Năm 2001, anh xuất hiện trong vai trò khách mời trong telenovela Porto dos Milagres với vai Flávia. Ngay trong năm 2003 cũng đã có một sự tham gia khác vào Mulheres Apaixonadas, bởi Manoel Carlos, với tên là Roberta.